# Vladimir Makeranec
Vladimir Makeranec (Ekaterinburg, 6 maggio 1947 – Ekaterinburg, 20 febbraio 2024) è stato un regista e direttore della fotografia russo.

## Filmografia parziale

### Regista
- Ty est'... (1993)
- Zolotoj poloz (2007)